# كفرة (بيسان)
كفرة، قرية فلسطينية مهجرة، تقع شمال مدينة بيسان، بين قريتي الطيبة وكوكب الهوا. هُجرت القرية في تاريخ 16 أيار من عام 1948، نتيجة تأثير سقوط القرى المجاورة على يدّ القوات العسكرية الصهيونية.

## موقع القرية
تتوسط كفرة عدة قرى هي: كوكب الهوا في الشرق، البيرة في الشمال، دنة في الشمال الشرقي، الطيبة في الغرب، المرصص في الجنوب، جبول في الجنوب الشرقي ويبلى في الجنوب الغربي. تتصل كفرة بتلك القرى جميعًا بطرق صالحة لسير السيارات، حيث استفادت كفرة من ذلك الموقع المتوسط فشكّلت عُقدة مواصلات في تلك المنطقة.
تقع القرية فوق حضيض تلال الحافة الغربية لغور بيسان على ارتفاع 180م عن سطح البحر، يحدّها وادي البيرة من الشمال، غور بيسان من الشرق ووادي العشة من الجنوب. كما يمثّل موقع القرية خطاً لتقسيم المياه بين الأودية المنحدرة إلى الشمال لترفد وادي البيرة، والأودية المنحدرة جنوبًا لترفد وادي العشة، ويجري جنوبها وادي الغربي الذي يرفد وادي يبلى ووادي الجرم الذي يرفدوا وادي العشة.
مساحة أراضي القرية 9172 دونم، منها 253 دونم للطرق والأودية، وتنتشر بعض أشجار الغابات جنوبها وتشغل أشجار الزيتون مساحة 83 دونم في الأراضي المرتفعة شرقها وتنتشر بساتين الخضر وحقول الحبوب في الغرب والشمال.
حدت الأراضي الزراعية من امتداد القرية نحو الغرب والشرق فاتجه نمو العمران من الشمال الغربي إلى الجنوب الشرقي ولم تتعد مساحة القرية 18 دونم عام 1948.
بلغ عدد سكان قريية كفرة 273 نسمة في عام 1922 ونما هذا العدد عام 1931 إلى 298 نسمة كانوا يقطنون في 81 مسكناً، وقدر عددهم في عام 1945 بنحو 430 نسمة، وقد شرد اليهود سكان كفرة عام 1948.

## القرية اليوم
ينمو نبات الصبّار بين أنقاض القرية اليوم، كما تنمو أشجار اللوز، الزيتون والتين في الموقع، وثمة سياج يحيط بمعظم الأراضي الواقعة في جوارها. تستخدم أجزاء من الأراضي المُحيطة بها للرعي، أمّا الأراضي القريبة من التل فيزرع الحمص في معظمها. ولا تزال بقايا الحوض والقرية القديمة ماثلة للعيان، غير أنّ علماء الآثار لم يفحصوها بعد.

## المستعمرات الإسرائيلية على أراضي القرية
لا مستعمرات إسرائيلية على أراضي القرية.